# ELTAX
eLTAX（エルタックス）とは、全国の地方公共団体（都道府県、市町村、特別区）が共同で運営する地方税共同機構が提供する地方税ポータルシステム。
地方税の納税者あるいは税理士などの代理人は、
1. 電子申告
2. 電子納税（共通納税）
3. 電子申請・届出

を、eLTAXを使ってインターネット経由で電子的に行うことができる。
一方、国税の納税に関しては全く別の電子システムとして、国税庁がe-Tax（イータックス）を提供している（注：2014年度に新設された「地方法人税」は「地方」という文字を含むが国が徴収する税なので、e-Taxのほうがカバーする）。

## 可能な手続き

### 電子申告
予定申告、中間申告、確定申告、修正申告、固定資産の申告、その他の申告書の作成と送信を電子的に行える。

### 電子納税（共通納税）
本税、延滞金、加算金、見込納付などを電子的に行うもの。2019年10月1日より全ての地方公共団体へ一括して電子納税することができる共通納税が開始した。
共通納税では以下の3種類の方法で納税できる。
- ダイレクト納付 - 事前登録した金融機関の口座から直接引き落とされる。
- インターネットバンキング
- ATM - ペイジー（Pay-easy）を利用し、収納機関番号・納付番号・確認番号・納付区分を入力し納税する。

### 電子申請・届出
「法人 設立・設置 届出書」、「事業所等 新設・廃止 申告書」、「申告書の提出期限の延長の承認申請」などいくつかの書類を電子的に作成、届出できる。
各都道府県や市町村の個別書類も一部サポートされており、それらの地方公共団体のサイトにeLTAXから飛べるようになっている。

## 利用方法
最初にeLTAXサイトから申請して利用者IDを取得する必要がある。税理士に代理申告を依頼しない場合、マイナンバーカードなどの電子証明書が必要。

### PCdesk
電子申告や電子納税を行うには、eLTAXに対応するソフトウェアが必要である。eLTAXサイトで無料で提供されているPCdesk（DL版）をダウンロードしインストールすることで、基本的な操作が可能となる。
PCdeskには以下の4種類がある。PCdesk（DL版）とPCdesk（WEB版）はできることが異なるので両方利用する必要がある。
- PCdesk（DL版）- Windows 10 以降がサポートされている[5]。macOS 版はない。
- PCdesk（WEB版）- ウェブブラウザ版。一部の機能はDL版ではなくウェブブラウザから行う必要がある。
- PCdesk（SP版）- スマートフォン向けのウェブブラウザ版。WEB版の機能限定版。
- PCdesk Next - ウェブブラウザ版。地方たばこ税（都道府県たばこ税、市区町村たばこ税）、ゴルフ場利用税、宿泊税、入湯税が対象。

### サードパーティー
PCdesk（DL版）以外に、eLTAX連携機能をもつ市販の財務・会計ソフトウェアがある。それらを使うと、たとえば翌期繰越、仕訳入力から、中間や期末の決算書作成、申告書作成、送信までが一貫してできて手間が激減する。利用する場合、e-TAX連携も行うことが多い。
アプリケーションプログラムインタフェースやファイル形式が公開されているので、各社固有のソフトウェアから自動連携させるように作ることも可能。

## メリット
- 受理した地方公共団体が、届けられたデータを自動的に正確に入力してチェック、保存できるので、費用と時間が削減される。
- 自宅、会社、出先、（税理士などの）代理人の事務所などで作業が可能
- コンピュータによる名前などの自動入力、計算やチェックが自動化できて正確かつ効率的。修正も楽。特に財務・会計ソフトと連携した場合に顕著
- 紙の様式と同じイメージで印刷可能。
- 電子的に保存することとし紙を保存しない運用をすれば、保管スペースや検索の手間が省ける（しかし現在は安全のために紙でも保存する納税者が大半であろう）。
- 複数の都道府県や市区町村に申請・届出の手続きを行う場合でも、従来と異なりポータル窓口であるeLTAXだけを相手に手続できるので簡潔（ただし地方公共団体で使う機能がサポートされている場合に限る）。たとえば、東京都への都税と千代田区への区税の両方の申告や納付をするケース。特に地域に分散した複数の事業所をもつ法人にとって便利。複写機能があるので、同様の内容を別々の地方公共団体に出すのが確実、迅速にできる。
- 税理士と納税者の間の情報の授受の多くを電子化することが可能
- 地方公共団体の共通様式も個別様式もサポート

## デメリット
- コンピュータに不得意な人にとっては理解しにくく、もしシステム上のエラーや文字化け、パソコン障害、ディスク障害、電子証明書の問題などのトラブルが起こると解決が大変。連携する財務・会計ソフトを早々に購入しても、簿記、会計の知識がないと使いこなせないこともありうる。
- 電子納税では領収証書が発行されない。領収証書が必要な場合は窓口に納付書を持参して納税する必要がある[2]。
- 個人の住民税申告には対応していない[8]。e-Tax で所得税の確定申告を行えば、住民税と個人事業税の申告は必要ないが[9]、住民税だけの申告をしたい場合などは住民税申告書を書面で提出する必要がある。住民税申告書は市区町村より郵送してもらえる他、市区町村によっては、PDFで配布されていたり、Webから入力する形で住民税申告書を作成できたりする[10][11]。
- 利用登録申請はパソコンからのみでありスマートフォンには対応していない。
- マイナポータルとの連携はしていない。

## 沿革
- 2005年1月 - サービス開始[12]。
- 2019年9月16日 - eLTAXがリニューアルし、ドメインも www.eltax.lta.go.jp に変わり、ソフトウェアなども一新された。
- 2019年10月1日 - 地方税共通納税システムが開始[1]。